# Serra da Malagueta
Serra da Malagueta är en bergskedja i Kap Verde.   Den ligger i kommunen Concelho de Santa Catarina, i den södra delen av landet, 30 km nordväst om huvudstaden Praia. Serra da Malagueta ligger på ön Santiago.
Omgivningarna runt Serra da Malagueta är en mosaik av jordbruksmark och naturlig växtlighet. Runt Serra da Malagueta är det tätbefolkat, med 266 invånare per kvadratkilometer.